# Batalha do Fiorde de Hafrs
A Batalha do Fiorde de Hafrs (em norueguês: Slaget i Hafrsfjord) ocorreu em 872, no Fiorde de Hafrs, na atual Comuna de Stavanger, na Noruega, opondo os exércitos do rei norueguês Haroldo I aos exércitos de outros pequenos reis da Noruega.

O resultado do confronto foi Haroldo Cabelo Belo ter ganho o controle da Vestlandet, tendo assim unificado a Noruega pela primeira vez.